# Mini Clubman
Mini Clubman — п'ятидверний міні автомобіль типу комбі компанії Mini концерну BMW.

## Конструкція

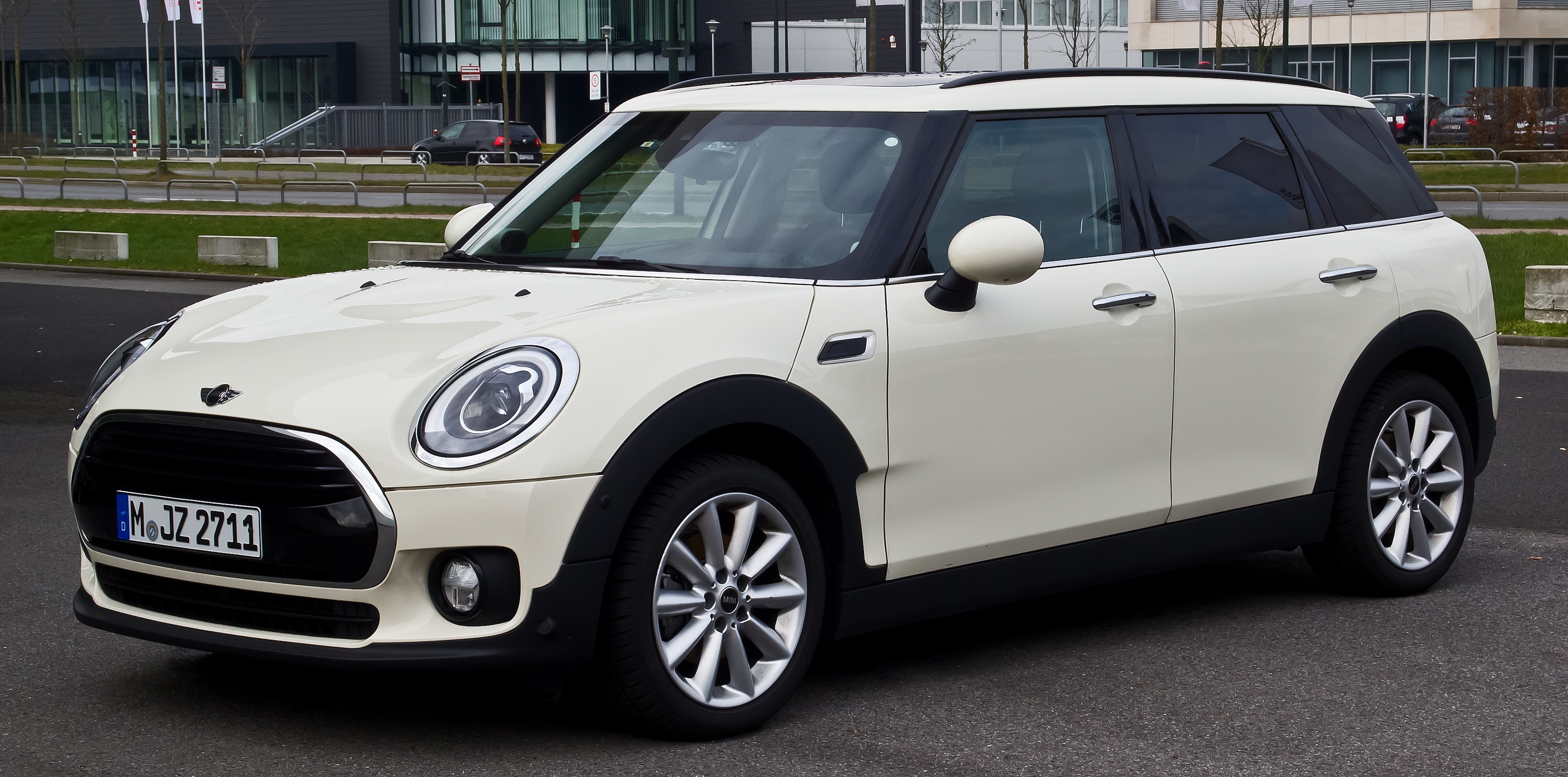
Mini Clubman (F54)

У порівнянні з базовою моделлю Mini (R56) Mini Clubman (R55) першого покоління (2007–2014) отримав 4-дверний кузов гетчбек, що був довший на 240 мм, колісна база на 80 мм, що дозволило збільшити простір для ніг заднього сидіння, вантажний простір на 160 мм (260 л). Доступ до багажника забезпечують подвійні розпашні двері. Незалежно від розташування керма з правої сторони авто розташовані подвійні двері для доступу до заднього сидіння. При цьому маса збільшилась на 64 кг. Мотор, коробки передач, підвіска аналогічні базовій моделі. R55 отримала 6 подушок безпеки, системи контролю стабільності руху, електронну контролю гальмування.
У 2013 анонсували модифікацію другого покоління F54 з кузовом 5-дверний гетчбек, презентований 2014 на Женевському автосалоні. Для F54 передбачено встановити три мотори — 3-циліндровий, 4-циліндрові 2.0 L Turbo 192 ch, 2.0 L 150 ch та коробки передач 6-ступеневу ручну чи 8-ступеневу автоматичну, які використовують в моделях Міні другого покоління.
У червні 2012 презентували модифікацію Mini Clubvan на Женевському автосалоні, як концепт-кар. На початку 2013 розпочали продажі у США, але у липні виробництво припинили після продажу лише 50 машин модифікації через вищу вартість за Mini Clubman. Вартість виносить від 19.995 £.
Друге покоління (F54) було представлено в 2014 році на Женевському автосалоні.
У 2021 році Mini після перерви повернув в лінійку комплектацій Clubman шестишвидкісну механічну коробку передач. 

## Технічні характеристики
Mini Clubman 2020 року має два варіанти двигунів. Передньопривідна модель Cooper S оснащена 189-сильним турбованим чотирициліндровим мотором і 7-ступінчастою автоматичною коробкою передач із подвійним зчепленням. Спортивна варіація John Cooper Works обладнана двигуном потужністю 300 кінських сил, восьмиступінчастою автоматичною коробкою передач і повним приводом.
Mini Clubman витрачає 9 літрів в місті і 6.9 л на шосе.